# Formatie van Maldegem
De Formatie van Maldegem of Maldegem Formatie, vroeger bekend als Complex van Kallo, is een geologische formatie in de ondergrond van België. De formatie bestaat uit afwisselende lagen marien zand en klei uit het Laat-Eoceen.
De formatie dagzoomt in Oost- en West-Vlaanderen en in het gebied tussen de rivieren de Zenne en de Dender. Ze vormt in het noorden van Vlaanderen een tot 50 meter dikke laag in de ondergrond. Verder naar het zuiden en in de Antwerpse Kempen wigt ze uit en is ze soms maar een paar meter dik.

## Beschrijving
De Formatie van Maldegem is een pakket van afwisselend grijzig, glauconiethoudend fijn zand en grijsblauwe, eveneens glauconiethoudende zware klei. Ze werd gevormd van het Laat-Lutetien tot en met het Bartonien (ongeveer 42 tot 37 miljoen jaar geleden).
De formatie wordt onderverdeeld in zeven leden: Wemmel, Asse, Ursel, Onderdale, Zomergem, Buisputten en Onderdijke.

## Stratigrafie
De Formatie van Maldegem wordt vooralsnog niet ingedeeld bij een groep en staat op zichzelf. Boven op de formatie ligt meestal de Formatie van Zelzate (groengrijs zand uit het Priabonien en Rupelien, behorende tot de Tongeren Groep). De formatie ligt zelf meestal boven op de Formatie van Lede (kalkhoudend grijs zand uit het Midden-Lutetien, behorend tot de Zenne Groep).